# Liste der Naturdenkmale in Thalheim/Erzgeb.
Die Liste der Naturdenkmale in Thalheim/Erzgeb. nennt die Naturdenkmale in Thalheim/Erzgeb. im sächsischen Erzgebirgskreis.

## Definition
„Naturdenkmäler sind rechtsverbindlich festgesetzte Einzelschöpfungen der Natur oder entsprechende Flächen bis zu fünf Hektar, deren besonderer Schutz erforderlich ist
1. aus wissenschaftlichen, naturgeschichtlichen oder landeskundlichen Gründen oder
2. wegen ihrer Seltenheit, Eigenart oder Schönheit.“

„§ 18 – Naturdenkmäler – (zu § 28 BNatSchG)
(1) Die Erklärung nach § 22 Abs. 1 BNatSchG von Teilen von Natur und Landschaft als Naturdenkmal erfolgt durch Rechtsverordnung oder Einzelanordnung.
(2) Über § 28 Abs. 1 BNatSchG hinaus können Naturdenkmäler zur Sicherung von Lebensgemeinschaften oder Lebensstätten von im Bestand gefährdeten oder streng geschützten Arten festgesetzt werden.“

## Liste
Link zu einem Kartenansichtstool, um Koordinaten zu setzen.
| Bild | Bezeichnung       | Lage                                                | Beschreibung         | Datum                                                                  | Nummer     |
| ---- | ----------------- | --------------------------------------------------- | -------------------- | ---------------------------------------------------------------------- | ---------- |
| BW   | Hammerteich       | Thalheim/Erzgeb. (50° 41′ 22,4″ N, 12° 50′ 20,8″ O) | Fläche: ca. 13087 m² | Beschluss des Rates des Kreises Stollberg Nr. 122 vom 23.06.1988       | 364.23-247 |
| BW   | Rehwiese          | Thalheim/Erzgeb. (50° 41′ 51,2″ N, 12° 49′ 42,8″ O) | Fläche: ca. 25168 m² | Beschluss des Rates des Kreises Stollberg Nr. 112/82 vom 24.06.1982    | 364.23-248 |
| BW   | Hammergrundfelsen | Thalheim/Erzgeb. (50° 41′ 24,2″ N, 12° 50′ 25,1″ O) | Fläche: ca. 55472 m² | Verordnung des Landkreises Stollberg vom 07.11.2007, SächsGVBl. S. 292 | 364.23-249 |